# Митрущенков, Иван
Иван Митрущенков — фигурист из СССР, чемпион СССР 1952 года в мужском одиночном катании. Серебряный призёр первенства Центрального Совета «Динамо». Чемпион РСФСР 1953 года. Выступал за клуб «Динамо» (Уфа).
Тренер — Михаил Павлович Трифонов.
Чемпионом страны стал в 18 лет, на третий год занятий фигурным катанием. Рабочий стадиона «Динамо» (Уфа) — закройщик мастерской спортинвентаря уфимского стадиона. Занимался футболом. Является единственным в истории башкирской школы фигурного катания чемпионом страны.

## Спортивные достижения
| Соревнования/Сезоны | 1952 | 1953 |
| ------------------- | ---- | ---- |
| Чемпионаты СССР     | 1    | 3    |

Чемпионом стал, набрав 237, 33 балла. Серебряный и бронзовые призёры отстали почти на 9 баллов: Сергей Васильев — 228, 44, Валентин Захаров — 228, 15.